# Cuerpos Voluntarios de Combate (Japón)
Los Cuerpos Voluntarios de Combate (国民義勇戦闘隊 Kokumin Giyū Sentōtai) eran unas unidades armadas de defensa civil planeadas en 1945 en el Imperio del Japón como última medida desesperada para defender el archipiélago japonés contra la proyectada invasión aliada durante la Operación Downfall (Ketsugo Sakusen) en las etapas finales de la Segunda Guerra Mundial.
Eran el equivalente japonés del Volkssturm alemán. Su comandante en jefe fue el ex primer ministro general Koiso Kuniaki.

## Historia

### Cuerpos voluntarios
En marzo de 1945, el gabinete del primer ministro japonés Kuniaki Koiso aprobó una ley que establecía la creación de unidades de defensa civil desarmadas, el Cuerpo de Voluntarios (国民義勇隊 Kokumin Giyūtai). Con la ayuda del partido político Taisei Yokusankai, las tonarigumi y el Partido de la Juventud del Gran Japón, las unidades se crearon el 22 de junio de 1945.
El Kokumin Giyūtai no era un cuerpo de combate, sino una unidad de trabajo para el servicio de bomberos, la producción de alimentos y la evacuación. Todos los civiles varones entre las edades de 12 a 65 años, y las mujeres de 12 a 45 años fueron miembros. Recibieron entrenamiento en técnicas de extinción de incendios y primeros auxilios elementales.

### Transformación a milicia
En abril de 1945, el gabinete japonés resolvió reformar el Kokumin Giyūtai en milicias civiles. En junio, el gabinete aprobó una ley especial de reclutamiento y nombró a las unidades de la milicia Cuerpos Voluntarios de Combate (国民義勇戦闘隊 Kokumin Giyū Sentōtai).
Los Kokumin Giyū Sentōtai se organizarían, en caso de que alguna unidad Aliada se acercara al archipiélago japonés. Los gobernadores de las prefecturas podrían reclutar a todos los civiles varones entre las edades de 15 a 60 años, y las mujeres solteras de 17 a 40 años. Los comandantes fueron nombrados de personal militar retirado y civiles con experiencia en combate.
Se llevaron a cabo sesiones de entrenamiento en combate, aunque el cuerpo se asignó principalmente para tareas de apoyo, como construcción, transporte y racionamiento.
Los Cuerpos Voluntarios de Combate fueron diseñados como una reserva principal junto con una "segunda línea de defensa" para las fuerzas japonesas con la idea de sostener una guerra de desgaste contra las fuerzas invasoras. Después de la invasión aliada, estas fuerzas tenían la obligación de formar células de resistencia y realizar una guerra de guerrillas en ciudades, pueblos o montañas.

### Fuerza
Unos 28 millones de hombres y mujeres fueron considerados "aptos para el combate" a finales de junio de 1945, pero solo unos 2 millones de ellos habían sido reclutados para cuando terminó la guerra, y la mayoría de ellos no entraron en combate debido a la rendición de Japón antes de la invasión aliada al archipiélago japonés. La batalla de Okinawa tuvo lugar antes de la formación de los Cuerpos Voluntarios de Combate. En esta etapa de la guerra, la falta de armas y municiones modernas significaba que la mayoría estaban armados con espadas o incluso con lanzas de bambú.
Dentro de Japón, los Cuerpos Voluntarios de Combate nunca se usaron en combate, excepto en Sajalín del Sur (la Batalla de Okinawa ocurrió antes de su inicio formal, con reclutas de la guardia local Boeitai que formaban parte de las defensas allí). Y las unidades similares organizadas en provincias exteriores japonesas fueron utilizadas en batalla. Las unidades de Corea, Kwangtung y Manchukuo sufrieron grandes bajas en combate contra la Unión Soviética durante la invasión soviética de Manchuria durante los últimos días de la Segunda Guerra Mundial.
Los Kokumin Giyūtai fueron abolidos por orden de las fuerzas de ocupación estadounidenses después de la rendición de Japón.

## Equipamiento
Los Kokumin Giyu estaban armados (en teoría) con:
- Nambu Tipo 94
- Fusil Tipo 30
- Fusil Tipo 38
- Fusil de Caballería Tipo 44
- Fusil Tipo 99
- Ametralladora pesada Tipo 1
- Cañón antiaéreo Tipo 5 150 mm
- Lanzacohetes Tipo 4 200 mm
- Lanzagranadas Tipo 10
- Lanzagranadas Tipo 89
- Granada Tipo 4
- Mina de estocada

En la práctica, la mayoría de las armas disponibles eran mucho menos sofisticadas:
- Cócteles molotov
- Palos afilados de bambú o de madera.[1]
- Espadas, bayonetas, cuchillos, armas de asta e incluso bastones de lucha (Guntō, Bayoneta Tipo 30, Hori hori, Naginata, Hanbō y Jō).
- Clavas y porras, como la kanabō o incluso más sencillas
- Fusil Murata

### Otras naciones del Eje
- Volkssturm
- Brigadas Negras
- Reichsarbeitsdienst